# Нижний Двор
Нижний Двор — деревня в Белозерском районе Вологодской области.
Входит в состав Шольского сельского поселения, с точки зрения административно-территориального деления — в Шольский сельсовет.
Расположена на левом берегу реки Шолы. Расстояние по автодороге до районного центра Белозерска составляет 122 км, до центра муниципального образования села Зубово — 19 км. Ближайшие населённые пункты — Линяково, Мартыново, Молино, Поповка.
Население по данным переписи 2002 года — 2 человека.